# Perissomastix tihamaella
Perissomastix tihamaella är en fjärilsart som beskrevs av Petersen och Reinhardt Gaedike 1982. Perissomastix tihamaella ingår i släktet Perissomastix och familjen äkta malar.
Artens utbredningsområde är Saudiarabien. Inga underarter finns listade i Catalogue of Life.